# 동방정교
동방정교(Eastern Orthodoxy)는 천주교, 개신교와 함께 칼케도니아 기독교의 세 가지 주요 분파 중 하나이다. 첫 번째 천년기의 펜타르키와 마찬가지로, 주류(또는 "표준") 동방정교는 서로 독립된 자치 교회로 조직되어 있다. 21세기에 주류 독립교회의 수는 17개이다. 주류 교회들이 인정받지 못한 자치 교회도 존재한다. 자치 교회는 자신의 관구장 주교을 선택한다. 독립 교회는 다른 교회에 대한 관할권(권한)을 가질 수 있으며, 그 중 일부는 단순한 교구보다 더 많은 자율성을 갖는 "자치" 상태를 갖는다.
이러한 관할권 중 다수는 하나 이상의 현대 국가의 영토에 해당한다. 예를 들어, 모스크바 총대주교청은 러시아와 소련 이후의 일부 국가에 해당한다. 여기에는 또한 대주교, 주교구, 교구, 수도원 또는 관구장 주교가 거주하는 국가 외부에 위치할 수도 있는 디아스포라에 해당하는 외곽 메토키온이 포함될 수 있다.(예: 정식 영토가 부분적으로 그리스 북부에 위치한 콘스탄티노폴리스 세계 총대주교청의 경우) 때로는 중복되기도 한다.(부쿠레슈티 총대주교와 모스크바 총대주교의 관할권이 겹치는 몰도바의 경우)
동방정교의 확산은 그리스 문화 내 지중해 분지 동부 지역에서 시작되었다. 그 공동체는 서로를 하나의 교회의 일부로 보는 강한 감각과 함께 매우 유사한 이해, 가르침 및 직무를 공유한다. 모든 동방 정교 기독교인은 자신이 속한 교회의 전례 달력에 따라 자신의 연도가 구분되는 것을 본다. 동방 정교에서는 성령이 성부에게서 나온다고 주장하며, 라틴 교회가 니케아 신경에 추가한 필리오퀘 조항("그리고 성자")을 거부한다. 이는 해당 조항을 추가하기 위한 공의회가 소집되지 않았기 때문이다.

## 같이 보기
- 정통주의
- 한국 정교회의 성인 달력
- 서방 정교회
- 러시아 정교회 십자가